# Darker than Black
«Темніше за чорне» (Darker than Black (яп. －黒の契約者－, Dākā Zan Burakku -Kuro no Keiyakusha-)) — фантастичний аніме-серіал, створений студією BONES. Прем'єра серіалу відбулась 5 квітня 2007 року на японських телеканалах MBS та TBS. Композитор серіалу — Канно Йоко.
Серія була адаптована в манґу японською манґакою Я Нокі та виходила в журналі Monthly Asuka.

## Сюжет
Майбутнє. За десять років до подій серіалу, на Землі з'являються аномальні зони, названі пізніше Брамою Раю (зона в Південній Америці) та Брамою Пекла (зона в Японії). На їх території загадковим чином гинуть люди, ростуть невідомі рослини та з'являються привиди. Уряди організовують евакуацію населення з цих зон, а самі зони обгороджують стіною. На базі ООН створюється спеціалізований інститут з вивчення аномалії — «Пандора».
З часом вплив зон поширився за їх кордони. Серед людей почали з'являтися контрактори (контрагенти) — люди, наділені надприродними здібностями, але позбавлені емоцій. У кожного контрактора своя плата за надану йому силу: хтось зобов'язаний постійно палити, хтось — розкладати певним чином каміння. Можливості контракторів були оцінені та багато з них потрапило на роботу в спецслужби, мафію або терористичні організації.
З появою аномалії, небо над планетою було замінено фальшивкою. У цьому світі більше не видно Місяця, а кожна зірка «відповідає» за певного контрактора. Вона спалахує, коли він (вона) вперше проявляє свої здібності, та падає, коли він (вона) вмирає. Уряди приховують існування контракторів від громадськості, а пам'ять людей, які контактували з ними, стирається за допомогою технології M.Е. Розпізнати контрактора якими-небудь тестами не можливо, проте, коли він послуговується своїми здібностями, довкола його зірки з'являється світло, назване випромінюванням Рассела.
Головний герой серіалу Хей — контрактор. У складі невеликої групи він працює на таємничу «Організацію». Виконуючи завдання, Хей намагається з'ясувати, що сталося з ним, його товаришами та сестрою п'ять років тому.

## Аніме

### Список серій
| №  | Назва | Дата виходу     |
| -- | --- | --------------- |
| 1  | Зоря контрактора впала... (Частина перша) (契約の星は流れた…（前編）)                                             | 5 квітня 2007   |
| 2  | Зоря контрактора впала... (Частина друга) (契約の星は流れた…（後編）)                                             | 12 квітня 2007  |
| 3  | Нова зоря виблискує на ранішньому небі... (Частина перша) (新星は東雲の空に煌く…（前編）)                         | 19 квітня 2007  |
| 4  | Нова зоря виблискує на ранішньому небі... (Частина друга) (新星は東雲の空に煌く…（後編）)                         | 26 квітня 2007  |
| 5  | Кривавий сон нещастя зникає в Східній Європі (Частина перша) (災厄の紅き夢は東欧に消えて…（前編）)                | 3 травня 2007   |
| 6  | Кривавий сон нещастя зникає в Східній Європі (Частина друга) (災厄の紅き夢は東欧に消えて…（後編）)                | 10 травня 2007  |
| 7  | The Gardenia Gives Off Fragrance in the Early Summer Rain… (Part 1) (五月雨にクチナシは香りを放ち…（前編）)       | 17 травня 2007  |
| 8  | The Gardenia Gives Off Fragrance in the Early Summer Rain… (Part 2) (五月雨にクチナシは香りを放ち…（後編）)       | 24 травня 2007  |
| 9  | Біла сукня, забарвлена дівочими мріями та кров'ю... (Частина перша) (純白のドレスは少女の夢と血に染まる…（前編）) | 31 травня 2007  |
| 10 | Біла сукня, забарвлена дівочими мріями та кров'ю... (Частина друга) (純白のドレスは少女の夢と血に染まる…（後編）) | 7 червня 2007   |
| 11 | Час оживити втрачене за стіною... (Частина перша) (壁の中、なくしたものを取り戻すとき…（前編）)                   | 14 червня 2007  |
| 12 | Час оживити втрачене за стіною... (Частина друга) (壁の中、なくしたものを取り戻すとき…（後編）)                   | 21 червня 2007  |
| 13 | Серце тремтить на воді срібною ніччю...(Частина перша) (銀色の夜、心は水面に揺れることなく…（前編）)              | 21 червня 2007  |
| 14 | Серце тремтить на воді срібною ніччю...(Частина друга) (銀色の夜、心は水面に揺れることなく…（後編）)              | 5 липня 2007    |
| 15 | Спогади зрадника... (Частина перша) (裏切りの記憶は琥珀色の微笑み…（前編）)                                       | 12 липня 2007   |
| 16 | Спогади зрадника... (Частина друга) (裏切りの記憶は琥珀色の微笑み…（後編）)                                       | 19 липня 2007   |
| 17 | На купі сміття лунає пісня про кохання...(Частина перша) (掃きだめでラブソングを歌う…（前編）)                    | 26 липня 2007   |
| 18 | На купі сміття лунає пісня про кохання...(Частина друга) (掃きだめでラブソングを歌う…（後編）)                    | 2 серпня 2007   |
| 19 | Твереза мрія про тлінність... (Частина перша) (あさき夢見し、酔いもせず…（前編）)                                 | 9 серпня 2007   |
| 20 | Твереза мрія про тлінність... (Частина друга) (あさき夢見し、酔いもせず…（後編））)                               | 16 серпня 2007  |
| 21 | Захоплене місто, омите сльозами... (Частина перша) (粛正の街は涙に濡れて…（前編）)                                | 30 серпня 2007  |
| 22 | Захоплене місто, омите сльозами... (Частина друга) (粛正の街は涙に濡れて…（後編）)                                | 6 вересня 2007  |
| 23 | Господь на небесах... (神は天にいまし…)                                                                           | 13 вересня 2007 |
| 24 | Зорепад (流星雨)                                                                                                  | 20 вересня 2007 |
| 25 | Чи бачить Бог Смерті сни, які темніше чорного? (死神の見る夢は、黒より暗い暗闇か？)                               | 27 вересня 2007 |